# Arceremaeus cubanus
Arceremaeus cubanus är en kvalsterart som beskrevs av Balogh och Sandór Mahunka 1980. Arceremaeus cubanus ingår i släktet Arceremaeus och familjen Arceremaeidae. Inga underarter finns listade i Catalogue of Life.